# Krysowice
Krysowice (ukr. Крисовичі) – wieś na Ukrainie, w rejonie jaworowskim (do 2020 roku w rejonie mościskim) obwodu lwowskiego. Wieś liczy 609 mieszkańców.

## Historia
Nazwa wsi pochodzi od ruskiego szlacheckiego rodu Krysów. 
Na początku XVIII wieku właścicielami Krysowic byli Złoczowski (Stefan, następnie jego syn Michał Jan Stefan). Pod koniec XVIII wieku wieś posiadał hr. Adam Józef Mniszech, chorąży nadworny koronny, który zbudował pałac, położony w rozległym ogrodzie. W tym czasie notował Ewaryst Andrzej, hr. Kuropatnicki w swym "Opisaniu królestw Galicyi i Lodomeryi": (...) pałac wymurowany ze wszystkiemi oficynami, kościołem pałacowym, ogrodem z kanałami i fontanami, domami do przejażdżki, zwierzyńcami i co tylko gust i znajomość świata okazać może, tak wspaniale, bogato, kosztownie i wymyślnie, iżby to dzieło żadnego nie szpeciło monarchy.
W XIX wieku właścicielami dóbr tabularnych w Krysowicach byli hr. Ludgarda Stadnicka, a potem do końca życia jej syn Stanisław Stadnicki (zm. 1915).
Na początku września 1880 w pałacu w Krysowicach zatrzymał się na kilka dni podróżujący po Galicji cesarz Austrii Franciszek Józef I.
W II Rzeczypospolitej do 1934 samodzielna gmina jednostkowa. Następnie należała do zbiorowej wiejskiej gminy Mościska w powiecie mościskim w woj. lwowskim. Po wojnie wieś weszła w struktury administracyjne Związku Radzieckiego.